# Maria Jacobsen
Pour les articles homonymes, voir Jacobsen.
Maria Jacobsen, né le 6 novembre 1882 à Siim au Danemark et morte le 6 avril 1960 à Byblos, est une missionnaire danoise. Elle est connue pour avoir été une témoin-clé du génocide arménien. Elle est l'auteure de Journaux d'une missionnaire danoise : Harpoot, 1907-1919, ouvrage considéré comme déterminant par l'historien Ara Sarafian. Elle est parvenue à sauver des centaines d'Arméniens (notamment des enfants orphelins) des massacres et des déportations.

## Hommages
Elle est pour ses actions surnommée Mayrik en Arménie (diminutif affectueux pour maman).
Une large place lui est accordée au musée du génocide de Tsitsernakaberd où une plaque lui rend également hommage. Laura Linney lui prête sa voix dans le documentaire Armenian Genocide

## Œuvre
- (en) Maria Jacobsen, Diaries of a Danish Missionary: Harpoot, 1907-1919 , Taderon Pr., 2001  (ISBN 978-1903656075), 266 p.